# ステヴァン・ストヤノヴィッチ
ステヴァン・ストヤノヴィッチ（セルビア語: Стеван Стојановић, ラテン文字転写: Stevan Stojanović、1964年10月29日 - ）は、セルビア（旧ユーゴスラビア）の元サッカー選手。ポジションはゴールキーパー。サッカーセルビア代表ディレクター。

## 経歴

### レッドスター・ベオグラード
ストヤノヴィッチはドラゴスラヴ・シェクララツのスカウトによって1979年にムラディ・ルダルからレッドスター・ベオグラードの下部組織に加入し1982年にトップチームに昇格したが、当初はアレクサンダル・ストヤノヴィッチ、ジヴァン・リュコヴチャン、トミスラヴ・イヴコヴィッチ、スロボダン・カラリッチ、ゴラン・ジヴァノヴィッチに続く6番手のゴールキーパーだった。
1986-87シーズン
ディナモ・ヴィンコヴツィ戦で公式戦デビューを果たすとパルチザン・ベオグラードとのヴェチティ・デルビにブランコ・ダヴィドヴィッチの代役として出場し、スタディオン・ツルヴェナ・ズヴェズダで行われたUEFAチャンピオンズカップ 1986-87準々決勝第1戦でレアル・マドリードのエース、ウーゴ・サンチェスのPKを止め4-2の勝利に貢献しレギュラーの座を掴んだ。第2戦では0-2で敗れ敗退したものの、第1戦における活躍によってサポーターからアレクサンダル・ストヤノヴィッチになぞらえて「ディカ（セルビア語: Дика, ラテン文字転写: Dika）」という愛称で呼ばれるようになった。
1987-88シーズン
ユーゴスラビア・プルヴァ・リーガで優勝し自身初タイトルを獲得した（レッドスター・ベオグラードは1983-84シーズンにユーゴスラビア・プルヴァ・リーガ、1984-85シーズンにユーゴスラビアカップで優勝したがストヤノヴィッチは1試合も出場しなかった）。UEFAカップ1987-88・2回戦で対戦したクラブ・ブルッヘとの第1戦ではスタディオン・ツルヴェナ・ズヴェズダで3-1と勝利したが、第2戦で0-4と敗れ敗退した。
1988-89シーズン
UEFAチャンピオンズカップ 1988-89・2回戦でミランと対戦、第1戦を1-1と引き分けスタディオン・ツルヴェナ・ズヴェズダで行われた第2戦も1-0でリードしていたが濃霧により65分で試合が中止され無効となり、翌日に行われた再試合では1-1と引き分けたがPK戦の末2-4で敗れ敗退した。
1989-90シーズン
ユーゴスラビア・プルヴァ・リーガとユーゴスラビアカップの二冠を達成したが、スタディオン・マクシミールで行われる予定だったディナモ・ザグレブ戦で発生した暴動に遭遇した。スタディオン・ツルヴェナ・ズヴェズダで行われたUEFAカップ1989-90・3回戦第1戦ではケルンをクリーンシートに抑え2-0の勝利に貢献したが第2戦に向けた練習中に腕を骨折し戦線を離脱、第2戦には当時18歳のズヴォンコ・ミロイェヴィッチが出場したが0-3で敗れ敗退した。
1990-91シーズン
ストヤノヴィッチは1990年の夏にフランスのオリンピック・マルセイユに移籍したドラガン・ストイコヴィッチの後を継いでキャプテンに就任しユーゴスラビア・プルヴァ・リーガ優勝を果たした。さらにUEFAチャンピオンズカップ 1990-91ではグラスホッパー、レンジャーズ、ディナモ・ドレスデンを破り準々決勝に進出、準決勝ではバイエルン・ミュンヘンと対戦し第1戦で2-1と勝利、スタディオン・ツルヴェナ・ズヴェズダで行われた第2戦ではクラウス・アウゲンターラーのフリーキックをトンネルし失点したが2-2で引き分けユーゴスラビア勢として1965-66シーズンのパルチザン・ベオグラード以来25年ぶり2度目となる決勝進出を果たした。
1991年5月29日にイタリア・バーリのスタディオ・サン・ニコラで行われたUEFAチャンピオンズカップ 1990-91 決勝ではオリンピック・マルセイユと対戦（ドラガン・ストイコヴィッチは延長後半から出場した）、延長戦を含め120分をクリーンシートに抑え0-0で迎えたPK戦でオリンピック・マルセイユの1人目マニュエル・アモロスのキックを止め5-3で勝利し、レッドスター・ベオグラード史上初のUEFAチャンピオンズカップ優勝を果たしキャプテンとしてビッグイヤーを掲げた（ストヤノヴィッチはUEFAチャンピオンズカップ 1990-91全試合に出場したが、アウェイで行われた2回戦第2戦のレンジャーズ戦のみ負傷によってジェリコ・カルジェロヴィッチと途中交代した）。
ストヤノヴィッチは1990-91シーズン終了後にベルギーのロイヤル・アントワープに移籍したためストヤノヴィッチ移籍後のインターコンチネンタルカップ 1991にはズヴォンコ・ミロイェヴィッチが出場した。

### ロイヤル・アントワープ、クロッペンブルク、エスニコス・アステラス
ロイヤル・アントワープでは1991-92シーズンのベルギーカップで優勝し（決勝にストヤノヴィッチは出場しなかった）、それによって出場権を獲得したUEFAカップウィナーズカップ 1992-93でも決勝に進出したが、ウェンブリー・スタジアムで行われた決勝ではパルマに1-3で敗れ準優勝に終わった（ストヤノヴィッチはフル出場した）。その後1996年にドイツのクロッペンブルクに、1999年にギリシャのエスニコス・アステラスに加入したが両クラブで大きな負傷が続いたため2000年に現役を引退した。

### ユーゴスラビア代表
ストヤノヴィッチはユーゴスラビアA代表に何度も招集されたがキャリアを通して出場することはなかった。U-21ユーゴスラビア代表としては1985年のオーストリア戦に出場している。また1988年ソウルオリンピックのメンバーに選出され、グループD第1節のオーストラリア戦ではベンチだったもののドラゴイェ・レコヴィッチの負傷によって途中出場し第2節のナイジェリア戦と第3節のブラジル戦では先発フル出場を果たした。

### 引退後
ストヤノヴィッチは引退後スタディオン・ツルヴェナ・ズヴェズダの前で「カフェ・ディカ（セルビア語: Кафе Дика, ラテン文字転写: Caffe Dika）」という喫茶店を経営している。
2005年にドラガン・ストイコヴィッチがレッドスター・ベオグラード会長に就任するとストヤノヴィッチは2007年までスポーツディレクターを務めた。2021年にドラガン・ストイコヴィッチがセルビアA代表監督に就任するとストヤノヴィッチはA代表ディレクターに就任した。

## 私生活
息子のマルコ・ストヤノヴィッチもサッカー選手である。ポジションはミッドフィールダー。

## タイトル

### レッドスター・ベオグラード
- ユーゴスラビア・プルヴァ・リーガ：1983-84, 1987-88, 1989-90, 1990-91
- ユーゴスラビアカップ：1984-85, 1989-90
- UEFAチャンピオンズカップ：1990-91

### ロイヤル・アントワープ
- ベルギーカップ：1991-92